# Symphytum davisii
Symphytum davisii är en strävbladig växtart. Symphytum davisii ingår i släktet vallörter, och familjen strävbladiga växter.

## Underarter
Arten delas in i följande underarter:
- S. d. cycladense
- S. d. davisii
- S. d. icaricum
- S. d. naxicola